# Rouxeville
Rouxeville és un municipi francès situat al departament de la Manche i a la regió de Normandia. L'any 2007 tenia 308 habitants.

## Demografia

### Població
El 2007 la població de fet de Rouxeville era de 308 persones. Hi havia 115 famílies de les quals 18 eren unipersonals (7 homes vivint sols i 11 dones vivint soles), 41 parelles sense fills, 45 parelles amb fills i 11 famílies monoparentals amb fills.
La població ha evolucionat segons el següent gràfic:
Habitants censats

### Habitatges
El 2007 hi havia 124 habitatges, 115 eren l'habitatge principal de la família, 3 eren segones residències i 6 estaven desocupats. Tots els 124 habitatges eren cases. Dels 115 habitatges principals, 92 estaven ocupats pels seus propietaris i 23 estaven llogats i ocupats pels llogaters; 4 tenien dues cambres, 14 en tenien tres, 36 en tenien quatre i 61 en tenien cinc o més. 114 habitatges disposaven pel capbaix d'una plaça de pàrquing. A 48 habitatges hi havia un automòbil i a 65 n'hi havia dos o més.

### Piràmide de població
La piràmide de població per edats i sexe el 2009 era:
| Homes | Edats   | Dones |
| ----- | ------- | ----- |
| 0     | 95 o +  | 0     |
| 0     | 90 a 94 | 0     |
| 4     | 85 a 89 | 0     |
| 0     | 80 a 84 | 0     |
| 0     | 75 a 79 | 0     |
| 12    | 70 a 74 | 4     |
| 4     | 65 a 69 | 12    |
| 4     | 60 a 64 | 0     |
| 8     | 55 a 59 | 4     |
| 0     | 50 a 54 | 8     |
| 8     | 45 a 49 | 4     |
| 28    | 40 a 44 | 24    |
| 16    | 35 a 39 | 24    |
| 0     | 30 a 34 | 4     |
| 4     | 25 a 29 | 8     |
| 4     | 20 a 24 | 20    |
| 20    | 15 a 19 | 16    |
| 12    | 10 a 14 | 20    |
| 12    | 5 a 9   | 16    |
| 16    | 0 a 4   | 8     |

## Economia
El 2007 la població en edat de treballar era de 205 persones, 157 eren actives i 48 eren inactives. De les 157 persones actives 146 estaven ocupades (83 homes i 63 dones) i 10 estaven aturades (3 homes i 7 dones). De les 48 persones inactives 21 estaven jubilades, 9 estaven estudiant i 18 estaven classificades com a «altres inactius».

### Ingressos
El 2009 a Rouxeville hi havia 120 unitats fiscals que integraven 313 persones, la mediana anual d'ingressos fiscals per persona era de 16.696 €.

### Activitats econòmiques
Dels 5 establiments que hi havia el 2007, 1 era d'una empresa de construcció, 2 d'empreses de comerç i reparació d'automòbils i 2 d'empreses de serveis.
L'únic servei als particulars que hi havia el 2009 era una lampisteria.
L'any 2000 a Rouxeville hi havia 16 explotacions agrícoles que ocupaven un total de 540 hectàrees.

## Equipaments sanitaris i escolars
El 2009 hi havia una escola elemental integrada dins d'un grup escolar amb les comunes properes formant una escola dispersa.

## Poblacions més properes
El següent diagrama mostra les poblacions més properes.